# コゲイロハツタケ
コゲイロハツタケ（Russula adusta）は、キノコの一種である。